# 開井駅
開井駅（ケジョンえき）は、かつて大韓民国全羅北道群山市に存在した、韓国鉄道公社群山貨物線の鉄道駅（廃駅）である。

## 沿革
- 1924年6月1日：開業。
- 1944年6月15日：廃止[1]。
- 1945年3月16日：再開業[2]。
- 2008年
  - 1月1日：旅客取扱中止。
  - 7月1日：貨物取扱休止。
- 2022年3月6日：群山貨物線の廃線に伴い廃止。

## 駅構造
1面1線の地上駅であった。

## 隣の駅
韓国鉄道公社
群山貨物線
大野駅 - 開井駅 - 群山貨物駅